# 莱蒙韦尔
莱蒙韦尔（法語：Les Monts-Verts，法語發音：[le mɔ̃ vɛʁ]）是法国洛泽尔省的一个市镇，属于芒德区。

## 地理
莱蒙韦尔（44°51'28"N, 3°12'19"E）面积29.13 平方千米，位于法国奧克西塔尼大區洛泽尔省，该省份为法国南部内陆省份，北起上盧瓦爾省和康塔爾省，西接阿韦龙省，南至加尔省，东临阿尔代什省。
与莱蒙韦尔接壤的市镇（或旧市镇、城区）包括：阿尔巴雷圣玛丽、圣谢利达普谢、拉法日圣于连、泰尔姆、阿尔巴雷勒孔塔勒、瓦勒达尔科米。

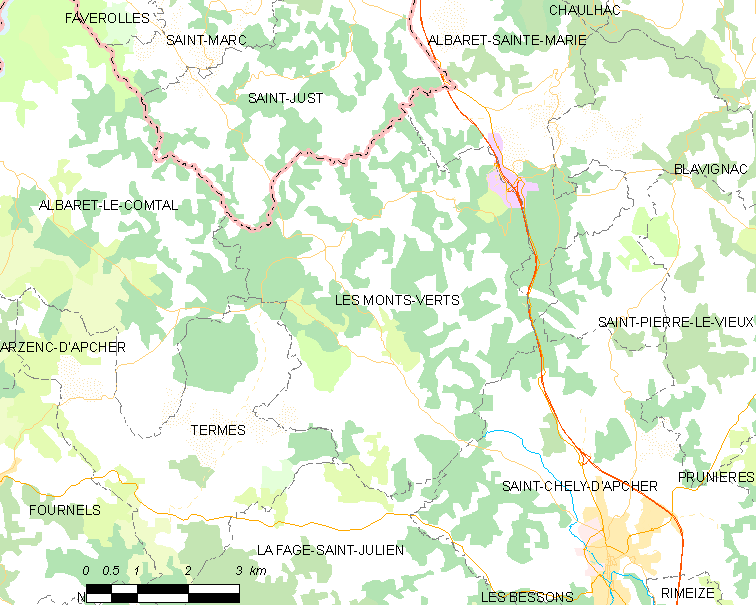
莱蒙韦尔的OSM定位图

莱蒙韦尔的时区为UTC+01:00、UTC+02:00（夏令时）。

## 行政
莱蒙韦尔的邮政编码为48200，INSEE市镇编码为48012。

## 政治
莱蒙韦尔所属的省级选区为欧布拉克地区佩尔县。

## 人口

1962-2008年间莱蒙韦尔人口变化图示

莱蒙韦尔于2022年1月1日时的人口数量为315人。